# Basilio Zeceña
Basilio Zeceña (Mataquescuintla, corregimiento de Chiquimula, Capitanía General de Guatemala 22 de julio de 1793 - Ciudad de Guatemala, república de Guatemala 29 de abril de 1856) fue un sacerdote que se desempeñó como cura de Chalchuapa, la iglesia de Candelaria de ciudad de Guatemala, y de San Juan Sacatepéquez; diputado vocal de la diputación provincial de San Salvador, y luego de la junta gubernativa de esa misma provincia (luego que está se declaró independiente de Guatemala debido a la anexión al imperio Mexicano); secretario de gobernación, justicia, negocios eclesiásticos, y relaciones exteriores del estado de Guatemala; y consejero del estado guatemalteco.

## Biografía
Basilio Zeceña y Fernández de Córdova nació en Mataquescuintla, corregimiento de Chiquimula, Capitanía General de Guatemala el 22 de julio de 1793; siendo hijo de Mariano Zeceña, y María Salomé Fernández de Córdova; y siendo su padrino José Manuel de Aragón, miembro de una de las familias más influyentes de la ciudad de Guatemala.
Ingresaría al Colegio Seminario de la Asunción de Guatemala, con beca del arzobispado, el 9 de septiembre de 1809; egresando como sacerdote el 19 de octubre de 1816. Laboraría en esa misma institución como discípulo del monje dominico fray Juan Indacoechea en la asignatura de moral, bajo la supervisión del vicerrector (su hermano) Manuel María Zeceña. Posteriormente, obtendría la cátedra de vísperas de sagrada teología; y el arzobispo Ramón Casaus y Torres lo nombraría vicerrector del colegio seminario, en sustitución de su hermano que había sido designado cura de Santa Ana (en la intendencia de San Salvador).
En 1819 obtuvo el grado de doctor de teología y en 1820 fue designado como uno de los viceconciliarios del colegio. Ese mismo año fue nombrado cura de Chalchuapa, luego del fallecimiento del presbítero Rafael Luna; encontrándose en ese puesto para el momento de la independencia de España el 15 de septiembre de 1821.
El 11 de noviembre de 1821 resultaría electo como diputado vocal de la diputación de la provincia de San Salvador, que estaba bajo el mando del presbítero José Matías Delgado; más adelante, el 11 de enero de 1822, junto con los demás miembros, declararía a la provincia independiente de Guatemala, a la vez que la diputación se convertiría en junta gubernativa.
En febrero de 1822, debido a que Santa Ana se había separado de la provincia para anexarse al imperio Mexicano, iría esa población; donde, el 27 de febrero, lograría convencer a su hermano Manuel María y al ayuntamiento santaneco de reintegrarse a la provincia.
Por el mes de marzo retornaría a su labor como cura de Chalchuapa, donde se mantendría hasta diciembre de ese año de 1822; cuando, debido al fallecimiento del presbítero Enrique de Loma (párroco de la iglesia de la candelaria, en la ciudad de Guatemala), decidió dejar ese puesto para ser párroco de esa otra iglesia, en la que recibiría poco tiempo después el título de cura interino.
En septiembre de 1824 firmó un panfleto, en el que se puso del lado del arzobispo Casaus y Torres en el tema de la creación del obispado en el estado de El Salvador; lo que había sido decretado por vez primera por la junta gubernativa el 30 de marzo de 1822.
Mantendría una postura discreta ante la guerra civil centroamericana. En 1827 tuvo que pagar 50 pesos a título de préstamo patriótico, por el mismo conflicto. En septiembre de 1828 fue nombrado cura de San Juan Sacatepéquez. En 1829, cuando las tropas de Francisco Morazán llegaron a Guatemala (a poner final a ese conflicto armado) , estuvo entre a los que rápidamente  le aplicaron el decreto de amnistía.
En 1839 sería uno de los delegados del estado de Guatemala a la convención nacional que se celebraría en Santa Rosa (estado de Honduras) con el fin de salvar a la federación; lo que al final sería infructífero. El 23 de junio de 1840 el jefe del estado de Guatemala Mariano Rivera Paz lo designó como su secretario de gobernación, justicia, negocios eclesiásticos y relaciones exteriores; cargo que ocuparía hasta el 16 de enero de 1841.
El 11 de mayo de 1842 fue nombrado (junto con José Antonio Asmitia, Mariano Rodríguez, Andrés Andreu, y Manuel Arrivillaga) como delegado de Guatemala a la convención de Chinandega, que había creado a la Confederación de Centroamérica (con El Salvador, Honduras y Nicaragua), al que el estado guatemalteco reusaría unirse. El 18 de agosto, estando como comisionado de Guatemala, firmaría en San Salvador con Juan Lindo (comisionado de El Salvador) un convenio secreto con el cual ambos estados se comprometían a ayudarse en el caso de una invasión del general Francisco Morazán.
En 1851 sería electo consejero del estado de Guatemala, luego de lo cual continuaría ejerciendo como cura de San Juan Sacatepéquez. En 1855 ocuparía el cargo de rector de la universidad de San Carlos. Fallecería en la ciudad de Guatemala el 29 de abril de 1856.